# Bruno Barticciotto
Bruno Barticciotto, né le 7 mai 2001 à Vitacura au Chili, est un footballeur international chilien. Il joue au poste d'attaquant au Santos Laguna, en prêt du CA Talleres.

## Biographie

### En club
Né à Vitacura au Chili, Bruno Barticciotto est formé par l'Universidad Católica. Il commence toutefois sa carrière au CD Palestino, où il est prêté en 2021.
Le 21 juin 2022, Barticciotto est prêté une nouvelle fois au CD Palestino, jusqu'à la fin de l'année et avec une option d'achat.
Le 10 novembre 2022, le CD Palestino annonce avoir levé l'option d'achat du joueur, Bruno Barticciotto s'engage donc définitivement le club pour un contrat effectif au 1er janvier 2023.
Le 18 août 2023, Bruno Barticciotto rejoint l'Argentine afin de s'engager en faveur du CA Talleres. Il signe un contrat courant jusqu'en décembre 2027.

### En sélection
En mars 2023, Bruno Barticciotto est convoqué pour la première fois avec l'équipe nationale du Chili, par le sélectionneur Eduardo Berizzo. Il doit toutefois attendre le rassemblement suivant pour honorer sa première sélection face à la République dominicaine, le 17 juin 2023. Titularisé ce jour-là, il marque également ses deux premiers buts et contribue à la victoire de son équipe (5-0 score final).

## Vie privée
Bruno Barticciotto est le fils de Marcelo Barticciotto, ancien footballeur professionnel chilien d'origine argentine.